# Anyphaena zuyelenae
Espèce
Anyphaena zuyelenae est une espèce d'araignées aranéomorphes de la famille des Anyphaenidae.

## Distribution
Cette espèce est endémique de Mexico au Mexique,.

## Description
Le mâle holotype mesure 6,2 mm et la femelle paratype 6,8 mm.

## Étymologie
Cette espèce est nommée en l'honneur de Zuri Ayelen Durán Gómez, nièce de César Gabriel Durán-Barrón.

## Publication originale
- Durán-Barrón, Pérez & Brescovit, 2016 : Two new synanthropic species of Anyphaena Sundevall (Araneae: Anyphaenidae) associated to houses in Mexico City. Zootaxa, no 4103 (2), p. 189-194.